# Alcides López Aufranc
Alcides López Aufranc (Venado Tuerto, Santa Fe; 4 de septiembre de 1921 - Ciudad de Buenos Aires, 26 de abril de 2015) fue un militar y empresario argentino, oficial del Ejército que alcanzó el rango de general de división, y desempeñó como subjefe de Estado Mayor del Ejército, comandante del III Cuerpo de Ejército y jefe del Estado Mayor a principios de los años setenta.
Fue uno de los primeros instructores argentinos de la doctrina francesa de guerra revolucionaria en la Escuela Superior de Guerra de Buenos Aires, sobre la que se asentaron las acciones represivas durante el Proceso de Reorganización Nacional (1976-1983), con 30 000 desaparecidos. Acompañó al dictador Alejandro Agustín Lanusse en la jefatura del Estado Mayor del Ejército y se volcó luego al área industrial: fue director de la metalúrgica Acindar desde 1976 a 1992.

## Biografía

### Primeros años
Nacido en la pequeña ciudad de Venado Tuerto (en el extremo sudoeste de la provincia de Santa Fe) en 1921, su apellido materno era Aufranc.
Fue egresado del Colegio Militar como subteniente de caballería en la promoción 68. Se graduó de oficial de Estado Mayor en la Escuela Superior de Guerra. Se formó en la Escuela Superior de Guerra y fue profesor del Colegio Militar de la Nación.
Cuando surgió el intento de golpe de 1951 no estuvo implicado por estar bajo mandos leales, a diferencia de varios de sus compañeros de arma y promoción.
En 1955, después del derrocamiento de Juan Perón. Alcides López Aufranc integró el bando de los militares «azules» ―que creían en la conveniencia de un acuerdo con la burocracia sindical para derrotar el comunismo y a la izquierda peronista―, que se enfrentaban internamente contra los militares «colorados».

### Escuela de tortura en Francia
En mayo de 1958, el Estado Mayor General del Ejército envió a un grupo de 120 militares argentinos ―entre los que se encontraba el coronel Alcides López Aufranc― a la Escuela de Guerra de París, creada por el general Marcel Bigeard.Bigeard había convencido al Gobierno francés ―a través de su ministro de Defensa, Jacques Chaban-Delmas― de la necesidad de crear un Centro de Entrenamiento en Guerra Subversiva, donde Francia podría capitalizar el conocimiento sobre torturas y represión que había adquirido en las guerras de independencia de Indochina y Argelia.Por sus aptitudes, López Aufranc fue seleccionado para participar en la etapa superior de «entrenamiento»,que se hacía en el propio campo, en Argelia francesa, durante un mes.

### Escuela de tortura en Buenos Aires
Un año después, en 1959, el general Carlos Toranzo Montero (en ese entonces jefe del Estado Mayor General del Ejército Argentino) hizo instalar en Buenos Aires una delegación permanente de expertos franceses en «guerra contrarrevolucionaria» con todos los gastos pagados y excelentes sueldos a cargo del Estado argentino, y el goce de total impunidad ante cualquier delito que pudieran cometer en el desempeño de sus tareas.Los ejércitos de Francia y la Argentina firmaron un acuerdo para que una misión de «veteranos» torturadores franceses en Argelia ―facilitados por la organización paramilitar OAS (‘Organización del Ejército Secreto’)― se instalara en la sede del Estado Mayor (en Buenos Aires) para dictar cursos y brindar asesoramiento.
Los primeros en llegar fueron François-Pierre Badie y Jean-Patrice Jacobé de Naurois, a quienes se sumaron, posteriormente, los tenientes coroneles Robert Louis Bentresque y Jean Nougués.La doctrina francesa de tortura se impartió en el mundo por primera vez en la Escuela Superior de Guerra de Buenos Aires.Alcides López Aufranc es recordado por haber sido el primer instructor en tortura.Entre los alumnos se destacaban los futuros represores Acdel Vilas, Ramón Camps y Reynaldo Bignone.
Una de las primeras prácticas de docentes y alumnos fue la llamada Operación Hierro (de 1959), consistente en cursos intensivos de represión y conferencias sobre la materia.Al año siguiente de la teoría se pasó a la práctica con la Operación Hierro Forjado (de 1960).La bibliografía obligatoria eran las obras de Salan, Massu, Beufre, Bonet, Chatau-Jobert y el general Trinquer.
Uno de los expertos franceses en la llamada guerra contrarrevolucionaria, escribía en uno de sus libros:

Era raro que los prisioneros interrogados por la noche estuvieran vivos todavía al amanecer. Hubieran hablado o no, generalmente eran neutralizados. Era imposible volver a introducirlos en el circuito judicial. Más de 20 000 personas ―el 3 % de la población del aglomerado de Argel― pasaron por ese campo de Beni-Messús [un suburbio de Argel]. ¿Cómo destinar toda esa gente a la justicia? […] Las ejecuciones sumarias formaban parte integrante de las tareas inevitables de mantenimiento del orden. […] En cuanto a la utilización de la tortura, era tolerada, si no recomendada. […] Si la tortura ha sido ampliamente utilizada en Argelia, no puede decirse sin embargo que se haya banalizado. Entre oficiales no hablábamos de eso. Además, un interrogatorio no desembocaba necesariamente en una sesión de tortura. […] Los métodos que empleé eran siempre los mismos: golpes, electricidad, agua. Esta última técnica era la más peligrosa para el prisionero. Raramente duraba más de una hora, dado que los sospechosos, esperaban que al hablar salvarían la vida. […] Yo no creo haber torturado o ejecutado jamás a un inocente.
General Paul Aussaresses

Las clases impartidas por los franceses sobre torturas, asesinatos selectivos, infiltraciones en sindicatos, partidos políticos, violaciones de domicilio, atentados con bandera cambiada, guerra sicológica y campañas sucias de prensa dieron sus frutos. En 1960, el presidente Arturo Frondizi ―en medio de una serie de atentados atribuidos a la Resistencia peronista contra instalaciones oficiales y contra el personal del ejército― decretó el plan Conintes (conmoción interna del Estado), que otorgaba a las fuerzas armadas la conducción de la represión, y creó un Comité de Lucha contra la Expansión Marxista, dirigido por el coronel Alcides López Aufranc.
Uno de los profesores franceses señalaba:

La desaparición sistemática de los agentes de la subversión clarificará la atmósfera y aumentará la confianza de la población. [...] Todo miembro de una organización subversiva sabe que ese interrogatorio es para él el momento de la verdad. Es entonces cuando deberá enfrentar, como soldado, el miedo, el sufrimiento y tal vez la muerte. La amenaza que pesará sobre él será por lo general suficiente para hacerlo hablar. Si proporciona de inmediato los datos que se le piden, el interrogatorio se dará por terminado. Si no, los interrogadores le arrancarán el secreto por todos los medios.

En octubre de 1961 el presidente Arturo Frondizi y el arzobispo argentino Antonio Caggiano, inauguraron el primer Curso Interamericano de Guerra Contrarrevolucionaria, que se dictó en la Escuela Superior de Guerra.
El curso fue presidido por López Aufranc, y contó con la presencia de 39 oficiales de 14 países latinoamericanos, y un veedor de Estados Unidos.
En el cuerpo de profesores figuraban los asesores franceses Robert Bentresque y Jean Nougués, el futuro vicario castrense, monseñor Victorio Bonamín (1909-1991) y el abogado Mariano Grondona (1932-).
Entre los asistentes se destacaban el director de la Escuela, Carlos Túrolo ―quien invitó a prepararse para una «guerra sin escrúpulos [...] tanto contra los espíritus como contra los cuerpos»―,
el futuro dictador Alejandro Agustín Lanusse, el comandante en Jefe del Ejército ―que unos meses después (el 29 de marzo de 1962) derrocaría al presidente Frondizi―, general Raúl Alejandro Poggi.

### Azules y Colorados
Entre 1962 y 1963, Alcides López Aufranc participó activamente en los enfrentamientos entre «azules» y «colorados» del Ejército Argentino. Dichos enfrentamientos costaron la vida de 24 conscriptos y causaron heridas a más de ochenta en aquella insólita guerra de facciones dentro de un mismo ejército y en tiempos de paz.
Se hacía llamar El Zorro de Magdalena ―ya que admiraba al general nazi Erwin Rommel (llamado el Zorro del Desierto) y tenía a su cargo el Regimiento de Caballería de Tanques 8 con asiento en la ciudad de Magdalena (provincia de Buenos Aires)―.
El 2 de abril de 1963, en Buenos Aires, los generales Isaac Rojas y Benjamín Menéndez dirigieron una sublevación militar contra la apertura política al «Frente Nacional y Popular» ―un partido creado por varios personeros antiperonistas del gobierno de José María Guido, como el periodista Mariano Grondona, el político Oscar Camilión y el general Justo Bengoa―. Reprimieron la sublevación los generales Alcides López Aufranc, Juan Carlos Onganía y Alejandro Agustín Lanusse.
La división de tanques de López Aufranc fue bombardeada por aviones navales que despegaban desde Punta Indio, que al día siguiente (3 de abril de 1963) fueron derrotados por la Fuerza Aérea «leal». El Zorro no tuvo que disparar un solo tiro.

### En el Cordobazo (1969)
El 29 de mayo de 1969, avanzado el Onganiato, López Aufranc ―que era «azul» y pertenecía a la misma arma que el dictador Juan Carlos Onganía― encabezó la represión al movimiento obrero y popular en el Cordobazo, contra civiles desarmados.

### En el Viborazo (1971)
El 12 de marzo de 1971 también encabezó la represión contra la huelga de los obreros mecánicos y metalúrgicos durante el llamado Viborazo (nombre que quedó como respuesta popular a un dicho del interventor civil Camilo Uriburu, cómplice de la dictadura, quien había ordenado «cortar la cabeza a la víbora»).
Reprimió a los obreros de la empresa Fiat en Buenos Aires, en octubre de 1971:

El personal de las plantas Concord y MaterFer de la empresa Fiat conformaron dos gremios: el SITRAC (Sindicato de Trabajadores de Concord) y el SITRAM (Sindicato de Trabajadores de Materfer). El 26 de octubre de 1971, la dictadura de Lanusse les quitó la personería gremial. Ese mismo día, el general Alcides López Aufranc ocupó las sedes de los gremios, y envió a Gendarmería a ocupar las fábricas. Así Fiat pudo despedir a los delegados y a otros 300 trabajadores.
Gabriela Esquivada, 2009

Posteriormente durante la dictadura de Alejandro Agustín Lanusse, López Aufranc fue ascendido a jefe del Estado Mayor General del Ejército (segundo al mando), donde estuvo hasta su retiro en mayo de 1973.

### Represión en Villa Constitución (1975)
Luego de su retiro, en 1973, pasó a desempeñar funciones en el campo empresario.
Estuvo vinculado con el exministro de Economía José Alfredo Martínez de Hoz.
El 20 de marzo de 1975 hubo una gran huelga de metalúrgicos en Acindar. El presidente de Acindar era José Alfredo Martínez de Hoz, quien pidió ayuda a Alcides López Aufranc, que inmediatamente lanzó el operativo Serpiente Roja del Paraná: trajo
policías provinciales,
prefectos,
matones de la derecha sindical de la UOM de Lorenzo Miguel,
y paramilitares de la Triple A (del ministro de Bienestar Social, José López Rega),
que entraron al pueblo de Villa Constitución en una caravana de 150 automóviles Ford Falcon color verde para
reprimir ferozmente a los obreros. En los dormitorios para solteros de la empresa López Aufranc hizo montar el primer campo de concentración. Hubo alrededor de 300 detenidos ―muchos de la combativa UOM (Unión Obrera Metalúrgica), enfrentada contra los burócratas de Lorenzo Miguel― y 23 desaparecidos.
En un cóctel con otros empresarios, Alcides López Aufranc se jactó de que los 23 delegados de base de Villa Constitución «ya no darían problemas», porque estaban «bajo tierra».

### Director de la empresa siderúrgica Acindar
Al año siguiente (1976), Alcides López Aufranc fue premiado por su acción, y ―cuando Martínez de Hoz abandonó el directorio de la empresa siderúrgica Acindar por haber sido convocado por el dictador Jorge Rafael Videla para ejercer el cargo de ministro de Economía de la Nación―, López Aufranc fue nombrado presidente de Acindar.
Apenas asumió como directivo, López Aufranc provocó un proceso de desnacionalización de la industria siderúrgica argentina, que había sido fundada con estratégica visión por el general Manuel Savio.
En cuestión de días dejó en la calle a 1000 operarios de la fábrica de acero en Villa Constitución,
archivó convenios laborales,
prohibió toda actividad gremial y
monopolizó la producción nacional de metales.

### Premio
En 1988, la empresa Fundación Kónex le dio un premio Konex al mejor empresario, en el rubro Ejecutivos de la Industria, por su papel como presidente de la empresa Acindar.
- Premio Konex de Platino: Ejecutivos de la Industria (1988)[8]
- Diploma al Mérito: Ejecutivos de la Industria (1988)[8]

En la actualidad (2016), el sitio oficial de la Fundación Konex seguía homenajeando a López Aufranc, recordando el Premio de Platino con el que lo homenajeó hace 37 años.
Alcides López Aufranc integró
el Consejo Empresario Argentino y
el CARI (Consejo Argentino para las Relaciones Internacionales).
Además, fue
consejero de FIEL,
director del foro de IDEA (Instituto para el Desarrollo de Empresarios en la Argentina)
y director de la Cámara Argentina de Comercio.
Integró el Consejo Empresario Argentino
y el Consejo Argentino para las Relaciones Internacionales (CARI)
Consejero de FIEL
Director del Instituto para el Desarrollo de Empresarios en la Argentina (IDEA)
Director de la Cámara Argentina de Comercio.
Realizó numerosas publicaciones en diarios y revistas.

### Juicios
En 1983 ―al terminar la dictadura cívico-militar (1976-1983)―, Rodolfo Peregrino Fernández (exinspector de la Policía Federal) denunció a Alcides López Aufranc (presidente de Acindar) ante la CADHU (Comisión Argentina de Derechos Humanos):

Pagaba a todo el personal policial, jefes, suboficiales y tropa, un plus extra en dinero. El pago estaba a cargo de Pedro Aznárez (jefe de personal), y de Roberto Pellegrini (jefe de Relaciones Laborales). [...] Acindar se convirtió en una especie de fortaleza militar con cercos de alambres de púas.
Rodolfo Peregrino Fernández (expolicía)

En los últimos años, tras la reapertura de los juicios a militares por delitos de lesa humanidad, Alcides López Aufranc fue acusado de tener responsabilidad en casos de secuestros y desapariciones de obreros de Villa Constitución durante su gestión en Acindar.
Hay dos causas por delitos de lesa humanidad que investigan la complicidad de aquella Acindar que presidía López Aufranc. Una está radicada en Buenos Aires desde 2010, y la otra en Rosario, desde 2012. Ambas investigan la responsabilidad del directorio en el operativo del 20 de marzo de 1975 de Villa Constitución, donde una columna de 150 vehículos y camiones, infantes de policía y matones de la derecha sindical de la UOM invadió esa localidad del sur santafesino. Hubo alrededor de 150 detenciones ilegales en aquel momento, que se duplicaron después del golpe de 1976. También hubo 15 asesinatos en 1975, que se duplicaron al año siguiente. Y más de mil despedidos de la siderúrgica se produjeron en los meses posteriores, luego de una gran huelga de resistencia impulsada por los trabajadores de esa planta de la ribera del Paraná.
La causa radicada en Buenos Aires fue separada de la otra por el juez federal Norberto Oyarbide, y tres de sus principales acusados ―José Alfredo Martínez de Hoz, Aníbal Gordon y Alcides López Aufranc― están muertos, por lo que quedan imputados solo funcionarios de menor jerarquía, como Pedro Aznares (subgerente de Relaciones Industriales), Roberto Pellegrini (Jefe de Personal) y Raúl Ranure (un agente de Inteligencia que participaba de los operativos nocturnos tripulando un Ford Falcon rural de color celeste metalizado y sin patente, que le había regalado Acindar).
En 2010, la LADH (Liga Argentina por los Derechos del Hombre) y los dirigentes sindicales Carlos Sosa, Alberto Piccinini y Juan Actis, presentaron una denuncia contra los directivos de Acindar de aquella represión brutal. También se presentó como querellante la propia Secretaría de Derechos Humanos de la Nación. El juez Norberto Oyarbide separó esta causa del expediente madre que investiga los crímenes de la Triple A. En un dictamen resaltó la continuidad entre la represión de la huelga del 20 de marzo de 1975 y la militarización a partir de 1976, bajo la presidencia de López Aufranc.
En diciembre de 2013, la LADH pidió la detención e indagatoria ―por allanamiento ilegal de morada, privación ilegal de la libertad, tormentos, homicidio calificado, y asociación ilícita― de
Alcides López Aufranc (presidente de la empresa Acindar desde 1976 hasta 1992),
Pedro Aznárez (jefe de personal),
Roberto Pellegrini (jefe de Relaciones Laborales),
María Estela Martínez (presidenta de la Nación en 1975).
José Alfredo Martínez de Hoz había muerto.
Cuando Oyarbide estaba por indagarlos, un juez federal de la provincia de Santa Fe, llamado Marcelo Bailaque, reclamó la causa, alegando que estaba relacionada con otro expediente de víctimas del 20 de marzo de 1975 que le correspondía investigar a él.

Estábamos a un paso de sentar en el banquillo al directorio de Acindar durante toda la dictadura. La discusión sobre la competencia, que está sin resolverse hace un año, impidió tomar medidas de fondo y la «planchó».
Graciela Rosemblaum, de la LADH

La LADH y la Secretaría de Derechos Humanos apelaron el pedido del juez Bailaque, y hace años que la competencia se está dirimiendo.
El plan sistemático (y no escrito) de impunidad que hoy busca extinguir la acción penal o bien dejar libres de culpa y cargo a directivos de Ledesma, Molinos Río de la Plata, Las Marías, La Nueva Provincia, Ford y Acindar, entre otras empresas, cuenta en esta muerte biológica del general (RE) Alcides López Aufranc con otra victoria parcial.

### Apología del delito
A pesar de no tener funciones directas en la dictadura militar, reivindicó en distintas ocasiones la represión de los años setenta.
Si bien no recibió condenas durante los posteriores juicios a los militares, durante el gobierno de Néstor Kirchner estuvo a punto de ser sancionado más de una vez por insistir en la legalidad de los métodos empleados en la lucha contra la subversión.

### Muerte
Alcides López Aufranc falleció a los 93 años.